# پروپاگاندای سیاه

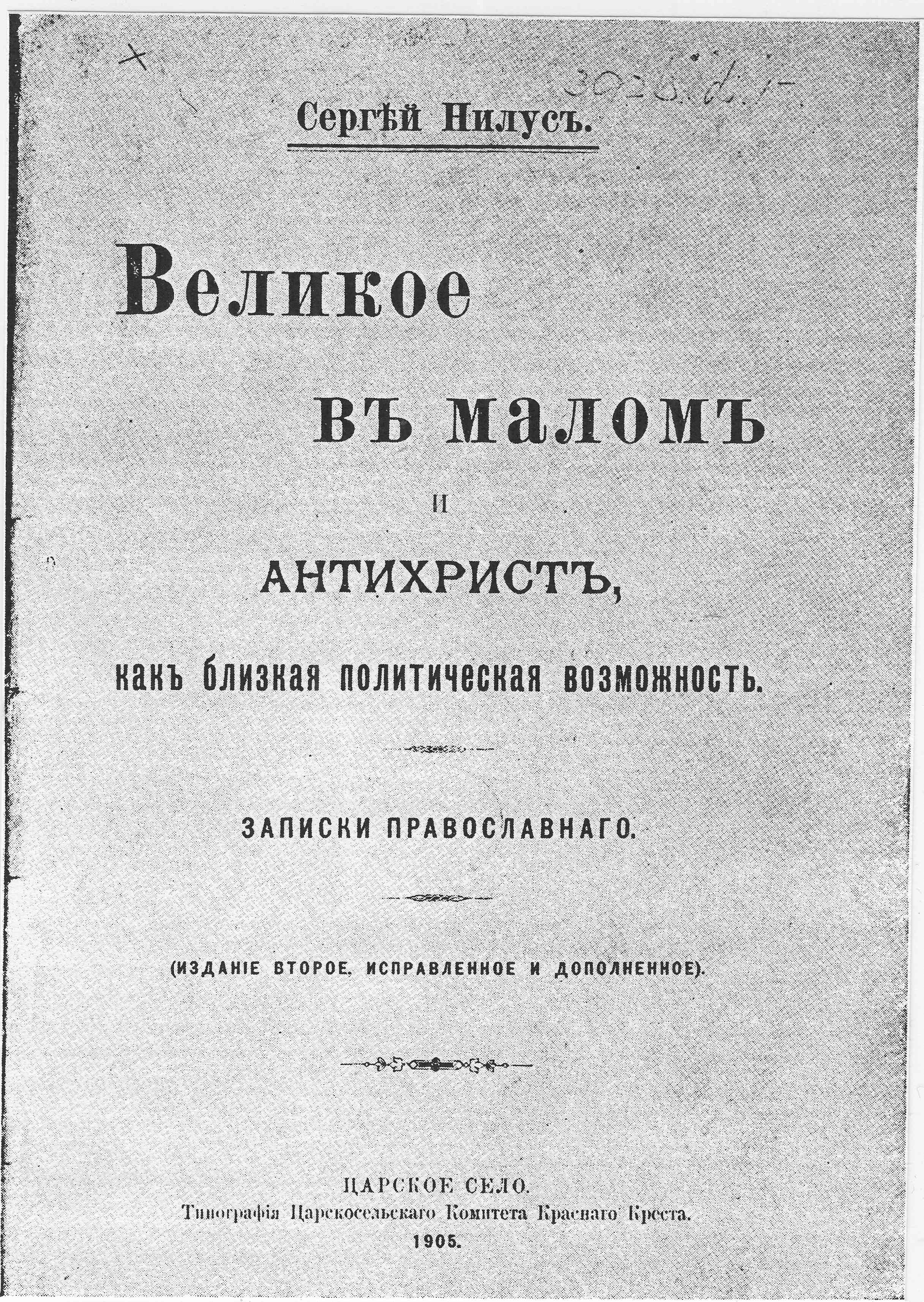
پروتکل بزرگان صهیون (۱۹۰۵) نمونه‌ای از پروپاگاندای سیاه است.

پروپاگاندای سیاه (انگلیسی: Black propaganda)  نوعی از پروپاگاندا است که تلاش می‌کند مفاهیم، منتسب به منابعی به نظر برسند که قرار است منبع حقیقی را بی اعتبار کنند، و از این طریق به افکار مخالفان جهت میدهد. پروپاگاندای سیاه در تضاد با تبلیغات خاکستری، که منبع خود را مشخص نمی کند و همچنین تبلیغات سفید که اصلاً منشأ خود را پنهان نمی کند، است. شناسایی پروپاگاندای سیاه تا زمانی که تمامی حقایق آشکار نشوند مشکل خواهد بود.
در خلال مراحل آغازین جنگ جهانی دوم نازی‌ها حداقل سه ایستگاه رادیویی به راه انداختند که سعی داشتند وانمود کنند از مکانی در بریتانیا برنامه پخش می‌کنند.